# Ørsted Kirke (Norddjurs Kommune)
 For alternative betydninger, se Ørsted Kirke. (Se også artikler, som begynder med Ørsted Kirke)
Ørsted Kirke ligger i Ørsted i Rougsø Herred i Norddjurs Kommune. Kirken er beliggende godt 5 kilometer nord for Allingåbro.
- Kirken set fra vejen
- Kirken set tæt på

## Eksterne kilder og henvisninger
- Wikimedia Commons har flere filer relateret til Ørsted Kirke (Norddjurs Kommune)
- Ørsted Kirke Arkiveret 31. januar 2011 hos  Wayback Machine hos nordenskirker.dk
- Ørsted Kirke hos KortTilKirken.dk